# Todd White
Todd White, född 21 maj 1975 i Kanata, Ontario, Kanada, är en kanadensisk professionell ishockeyspelare som för närvarande spelar för New York Rangers i NHL. White är en offensiv spelare som säsongen 2008-09 stod för 73 poäng (varav 22 mål) på 82 spelade matcher, vilket var tredje bästa i laget endast slagen av Slava Kozlov och Ilja Kovaltjuk. Han har tidigare spelat för NHL- klubbarna Chicago Blackhawks, Philadelphia Flyers, Ottawa Senators, Minnesota Wild och Atlanta Thrashers.